# Município de York (condado de Belmont, Ohio)
O município de York (em inglês: York Township) é um município localizado no condado de Belmont no estado estadounidense de Ohio. No ano de 2010 tinha uma população de 2.538 habitantes e uma densidade populacional de 37,68 pessoas por km².

## Geografia
O município de York encontra-se localizado nas coordenadas 39° 53′ 08″ N, 80° 51′ 07″ O. Segundo a Departamento do Censo dos Estados Unidos, o município tem uma superfície total de 67.35 km², da qual 66,16 km² correspondem a terra firme e (1,77 %) 1,19 km² é água.

## Demografia
Segundo o censo de 2010, tinha 2.538 habitantes residindo no município de York. A densidade populacional era de 37,68 hab./km². Dos 2.538 habitantes, o município de York estava composto pelo 98,54 % brancos, o 0,32 % eram afroamericanos, o 0,16 % eram amerindios, o 0,04 % eram asiáticos, o 0,08 % eram de outras raças e o 0,87 % eram de uma mistura de raças. Do total da população o 0,28 % eram hispanos ou latinos de qualquer raça.